# إميليو كامبوس
إميليو كامبوس (بالإسبانية: Emilio Campos)‏ هو لاعب كرة قدم ومدرب كرة قدم فنزويلي، ولد في 22 أغسطس 1954.

## وصلات خارجية
- إميليو كامبوس على موقع الاتحاد الدولي (مؤرشف)  (الإنجليزية)
- إميليو كامبوس على موقع أوليمبيديا (الإنجليزية)